# Digimon Beatbreak
Digimon Beatbreak (デジモンビートブレイク Dejimon Bītobureiku?) es una próxima serie de anime producida por Toei Animation, parte de la franquicia Digimon. Su estreno está previsto para octubre de 2025.

## Personajes
Tomoro Tenma (天馬 トモロウ Tenma Tomorō?)
 Seiyū: Miyu Irino
Gekkomon (ゲッコーモン Gekkomon?)
 Seiyū: Megumi Han